# Roohi
Roohi è un film del 2021 diretto da Hardik Mehta.
Commedia horror in lingua hindi, prodotta da Dinesh Vijan con il marchio Maddock Films, che racconta la storia di un fantasma che rapisce delle spose durante le loro lune di miele.

## Produzione
Il film è interpretato da Rajkummar Rao, Janhvi Kapoor e Varun Sharma.
Il film è stato annunciato il 29 marzo 2019 e le riprese sono iniziate il 14 giugno 2019 ad Agra.
Il film sarebbe dovuto uscire nel mese di giugno 2020, ma la pandemia di COVID-19 in India ha causato l'interruzione della produzione.
Il film è infine uscito nelle sale l'11 marzo 2021.

## Distribuzione
L'uscita del film era inizialmente prevista per il 20 marzo 2020, ma i produttori hanno successivamente annunciato il 17 aprile come nuova data di uscita. Tuttavia, l'uscita del film è stata ulteriormente spostata al 5 giugno.
Il 15 febbraio 2021, il titolo del film è stato cambiato in Roohi da Roohi Afzana ed è stato distribuito l'11 marzo 2021.

## Colonna sonora
La colonna sonora del film è stata composta da Sachin – Jigar mentre il testo è stato scritto da Amitabh Bhattacharya, IP Singh e Jigar Saraiya.
La canzone Nadiyon Paar (Let the Music Play Again) è un remake della canzone del 2004 Shamur Let The Music Play.